# Exormotheca holstii
Exormotheca holstii är en bladmossart som beskrevs av Franz Stephani. Exormotheca holstii ingår i släktet Exormotheca och familjen Exormothecaceae. Inga underarter finns listade i Catalogue of Life.